# Нежинский сельсовет (Оренбургская область)
Нежинский сельсовет — сельское поселение в Оренбургском районе Оренбургской области Российской Федерации.
Административный центр — село Нежинка.

## История
24 сентября 2004 года в соответствии с законом Оренбургской области № 1472/246-III-ОЗ образовано сельское поселение Нежинский сельсовет, установлены границы муниципального образования.

## Население
| 2010  | 2012    | 2013    | 2014    | 2015  | 2016  | 2017  |
| ----- | ------- | ------- | ------- | ----- | ----- | ----- |
| 6305  | ↗6539   | ↗6751   | ↗7004   | ↗7435 | ↗8084 | ↗8919 |
| 2018  | 2019    | 2020    | 2021    |       |       |       |
| ↗9653 | ↗10 143 | ↗10 682 | ↗10 915 |       |       |       |

## Состав сельского поселения
| № | Населённый пункт | Тип населённого пункта       | Население |
| - | ---------------- | ---------------------------- | --------- |
| 1 | Аэропорт         | посёлок                      | 399       |
| 2 | Нежинка          | село, административный центр | ↗10 656   |